# Кароль Войтила (старший)
Кароль Войтила (пол. Karol Wojtyła; 18 липня 1879, Липник, Королівство Галичини та Володимирії — 18 лютого 1941, м. Краків, Польща) — польський військовослужбовець (офіцер), батько Папи Римського Івана Павла II, слуга Божий католицької церкви.

## Життєпис
Після призову в ц.к. Австро-Угорську армію дослужився до офіцера. Під час Першої світової війни проходив військову службу в чеському місті Границе. Згодом — поручик 12-го піхотного полку, який дислокувався в Вадовицях. Учасник радянсько-польської війни (1919—1921).
У 1924 році служив в штабі округу в Вадовицях. Після завершення військової кар'єри в 1927 році в званні капітана працював чиновником.

### Родина
10 лютого 1906 року одружився з Емілією Качоровською. В цьому шлюбі 18 травня 1920 народився Кароль Юзеф Войтила — майбутній Папа.

### Беатифікаційний процес
Від 7 травня 2020 року триває беатифікаційний процес прилучення Кароля Войтили до лику блаженних.